# Sisqó
Sisqó, artistnamn för Mark Althavan Andrews, född den 9 november 1978 i USA, är en amerikansk rhythm and blues-sångare och skådespelare.
Han slog igenom internationellt år 2000 med låten Thong Song.
Sisqó är mest känd som sångare i gruppen Dru Hill.

## Diskografi
Studioalbum (solo)
- 1999 – Unleash the Dragon
- 2001 – Return of Dragon
- 2015 – Last Dragon

Singlar (solo)
- 1999 – "Got to Get It" (med Make It Hot) (US #40, US R&B #12)
- 2000 – "Thong Song" (US #3, US R&B #1)
- 2000 – "Unleash the Dragon" (med Beanie Sigel)
- 2000 – "Incomplete" (US #1, US R&B #1)
- 2001 – "Can I Live?" (med The Dragon Family) (US R&B #72)
- 2001 – "Dance for Me"
- 2014 – "A-List" (med Waka Flocka Flame)
- 2014 – "L.I.P.S." (US R&B #23)

## Filmografi (urval)
- 2001 – Get Over It
- 2002 – Snow Dogs
- 2003 – Pieces of April
- 2006 – Surf School